# Luftangriffe auf Kaiserslautern
Luftangriffe auf Kaiserslautern erfolgten während des Zweiten Weltkrieges in den Jahren 1940 bis 1944 auf die rheinland-pfälzische Stadt Kaiserslautern.
Die Stadt lag zu Beginn des Krieges nahe an der Westfront. Während der nachfolgenden Kriegsjahre bis um 1944, spielte sie in den strategischen Planungen der Wehrmacht und der Alliierten keine Rolle. Das änderte sich spätestens ab Juni 1944 nach der westalliierten Invasion in der Normandie. Kaiserslautern rückte wieder vermehrt ins strategische Interesse der Wehrmacht und auch der Alliierten, vor allem wegen seiner Rolle als Eisenbahnknotenpunkt, bzw. des wichtigen Verschiebebahnhofs Einsiedlerhof. Von hier aus wurden Züge mit Soldaten und Material an die Westfront zusammengestellt bzw. durchgeleitet.
Bereits am 23. Mai 1940 gab es frühmorgens einen ersten Luftangriff auf Kaiserslautern. Dabei kam es zu einigen Schäden, die auch heute noch zu sehen sind, an der südlichen Friedhofsmauer des Hauptfriedhofs gegenüber der Kleber Kaserne, die ebenfalls beschädigt wurde. Am 3. September 1941 gab es die ersten Todesopfer zu beklagen. Bei einem nächtlichen Luftangriff um 0:30 Uhr wurde eine Lagerhalle des Lebensmittelbetriebs Schreiber am alten Güterbahnhof getroffen und es gab vier Tote. Zum ersten richtigen Großangriff kam es aufgrund einer fehlgeleiteten Staffel der US Air Force am 7. Januar 1944. Diese sollte wie andere Staffeln auch Ludwigshafen angreifen. Der schwerste Angriff traf die Stadt am 14. August 1944, als 342 Häuser völlig zerstört, 79 Häuser schwer beschädigt und weitere 114 mittelgradig oder leicht beschädigt wurden. Am 28. September 1944 erfolgte ein weiterer Großangriff, der vor allem den Stadtteil Kotten und die Apostelkirche traf. Bei insgesamt neun Luftangriffen auf Kaiserslautern wurden 941 Häuser völlig zerstört und 3 256 beschädigt, die Stadt insgesamt war zu 60 % zerstört.